# アブナー伯父
アブナー伯父（Uncle Abner）は、アメリカの推理作家メルヴィル・デイヴィスン・ポーストの作品に登場する架空の名探偵。米国がエドガー・アラン・ポーの生んだC・オーギュスト・デュパンに続いて送り出した名探偵である。彼が登場する作品は1911年から「サタデー・イブニング・ポスト」等に連載され、計22編の中・短編が確認されている。初登場作は短編『天の使い』（The Angel Of The Lord）。

## 人物
ファーストネームは不明（設定されていない）。“アブナー伯父”の呼称は、物語の語り手であるマーティンが彼の甥に当たることによる。一連の登場作品の時代設定には諸説あり、ジェファーソン大統領の時代という説が有力だが、ポーストの評伝を著したチャールズ・A・ノートンは南北戦争より10年ほど前の時期であると推定している（東京創元社刊『アブナー伯父の事件簿』戸川安宣による解説）。
ウェストバージニアの山奥で牧場を営んでいる。大柄でがっしりした肉体を持ち、格闘にも強い。酒場で彼をからかった複数の男を相手に立ち回りを演じ、残らず叩きのめしたという逸話（『天の使い』）を持ち、物語の結末で犯人相手に腕力に物を言わせることもある。
しかし、その一方で非常に信心深く、愛読書は聖書である。また、馬泥棒をリンチしようとする群衆を「私は犯人に同情はしない、だがリンチは法治を崩壊させる元だ」と諌めるなど、分別をわきまえた民主主義の擁護者でもある。治安判事のランドルフや甥で物語の語り手であるマーティンとともに開拓時代の様々な事件を論理的な方法によって紐解いてしまう。

## 書誌概略
アブナー伯父の登場する作品は作者の生前に単行本にまとめられ、1918年に刊行された。収録作品は1911年頃から雑誌に掲載された18篇が収録されている。以後アブナー伯父ものは全部で18篇とされていたが、3篇の未収録作品が見つかり、本国版のEQMMに1953年から1954年にかけて発表された
が、さらに中篇が1篇見つかり、都合4篇をまとめた本が1974年に限定版として出版された。
著者の生前に出された単行本は長らく稀覯本となっていたが、1962年にアンソニー・バウチャーの序文を付けて出版され、更に1972年には今度はエドモンド・クリスピンの序文を付けて再び出版されている。
さらに22篇すべてを1冊にまとめた全集も1977年にミステリ・ライブラリから出版されている。
戦前の邦訳は、江戸川乱歩
の調べでは2篇しか訳出されておらず、発表誌が「ぷろふぃる」誌ということもあり、邦訳紹介は殆ど行われなかったと思われる。戦後においても、いくつかの雑誌や探偵小説傑作集などに単発的に訳されている状態であった。
まとまった翻訳としては、早川文庫から1976年に刊行された『アンクル・アブナーの叡知』で上記のクリスピンの序文と共に18篇を訳出している。一方、創元推理文庫からは、『アブナー伯父の事件簿』として作者の生前に単行本に収録されなかった4篇すべてを含む14篇が訳出されている。この2冊を都合すれば、全てのアブナー伯父ものは、邦訳で読む事ができる。

### 原書
- Uncle Abner, Maser of Mystery.1918/1962/1972.
  - 単行本.18篇収録.
- The Methods of Uncle Abner.1974.
  - 上記単行本に収録されなかった4篇を収録したもの.限定出版.
- The Complete Uncle Abner.1977.
  - 全集.22篇収録.

### 邦訳
各書の収録作品については、「作品」の項を参照されたい。なお、（叡知）、（事件簿）、（乱歩）は収録本を示すための略号である。なお、その他の雑誌掲載分およびアンソロジー収録分などについては省略した。
- 吉田誠一訳『アンクル・アブナーの叡知』（ハヤカワ文庫）早川書房.1976.（叡知）
  - 18篇収録。1962年版の訳。
- 菊池光訳『アブナー伯父の事件簿』（創元推理文庫）東京創元社.1978、新版2022.（事件簿）
  - 14篇収録。単行本未収録作品4篇及び単行本より傑作10篇を収録。収録順序が独自の考証によっている。
- 江戸川乱歩編『世界短編傑作集2』（創元推理文庫）東京創元社.1961.（乱歩）
  - 1篇収録。上記菊池訳の編集の前提にこの訳があるのであえて掲げた。

### 作品

#### 単行本収録分
1. The Doomdorf Mystery
  1. 宇野利泰訳「ズームドルフ事件」（乱歩）
  2. 吉田誠一訳「ドゥームドーフ殺人事件」（叡知）
2. The Wrong Hand
  1. 吉田誠一訳「手の跡」（叡知）
3. The Angel of the Lord(別題:The Broken Stirrup-Leather)
  1. 吉田誠一訳「神の使者」（叡知）
  2. 菊池光訳「天の使い」（事件簿）
4. The Act of God(別題:The Three Threads of Justice)
  1. 吉田誠一訳「神のみわざ」（叡知）
  2. 菊地光訳「不可抗力」（事件簿）
5. The Treasure Hunter
  1. 吉田誠一訳「宝さがし」（叡知）
  2. 菊池光訳「海賊の宝物」（事件簿）
6. The House of the Dead Man
  1. 吉田誠一訳「死者の家」（叡知）
7. The Twilight Adventure
  1. 吉田誠一訳「黄昏の怪事件」（叡知）
  2. 菊池光訳「私刑」（事件簿）
8. The Age of Miracle(別題:Dead Man's Gloves)
  1. 吉田誠一訳「奇跡の時代」（叡知）
9. The Tenth Commandment
  1. 吉田誠一訳「第十戒」（叡知）
10. The Devil's Tools
  1. 隅田たけ子訳「黄金の十字架」（叡知）
  2. 菊池光訳「悪魔の道具」（事件簿）
11. The Hidden Law
  1. 吉田誠一訳「魔女と使い魔」（叡知）
  2. 菊地光訳「地の掟」（事件簿）
12. The Riddle
  1. 山本俊子訳「金貨」（叡知）
13. The Straw Man 
  1. 吉田誠一訳「藁人形」（叡知）
  2. 菊池光訳「藁人形」（事件簿）
14. The Mystery of Chance
  1. 吉田誠一訳「神の摂理」（叡知）
  2. 菊池光訳「偶然の恩恵」（事件簿）
15. The Concealed Path 
  1. 吉田誠一訳「禿鷹の目」（叡知）
16. The Edge of the Shadow
  1. 吉田誠一訳「血の犠牲」（叡知）
17. The Adopted Daughter(別題:The Instrument of Justice)
  1. 吉田誠一訳「養女」（叡知）
  2. 菊池光訳「養女」（事件簿）
18. Naboth's Vineyard
  1. 吉田誠一訳「ナボテの葡萄園」（叡知）
  2. 菊地光訳「ナボテの葡萄園」（事件簿）

#### 単行本未収録分
1. The Devil's Track
  1. 菊池光訳「悪魔の足跡」（事件簿）
2. The God of the Hill
  1. 菊池光訳「アベルの血」（事件簿）
3. The Dark Night
  1. 菊池光訳「闇夜の光」（事件簿）
4. The Mystery at Hillhouse
  1. 菊池光訳「〈ヒルハウス〉の謎」（事件簿）

## 主な登場作品
ズームドルフ事件（東京創元社刊『世界短編傑作集2』所収』、早川書房刊『アンクル・アブナーの叡知』所収）
「太陽と水瓶の殺人」と呼ばれる新しい殺人トリックを案出した。
ナポテの葡萄園（東京創元社刊『アブナー伯父の事件簿』所収』、早川書房『アンクル・アブナーの叡知』所収）
初期アメリカの民主主義を擁護した傑作としても名高い。なお、原題は江戸川乱歩 によると「羨望すべき財宝」の意味である。